# Lijst van burgemeesters van Veurne
Dit is de lijst van burgemeesters van Veurne, een stad in de Belgische provincie West-Vlaanderen.

## Ancien régime
Van ca. 1180 tot 1586 bezat Veurne een eigen stadsbestuur, met jaarlijks twee burgemeesters.
In 1586 versmolt de stad met de kasselrij, waarna tot het einde van het ancien régime twee burgemeesters-landhouders benoemd werden. In principe jaarlijks, maar zeker in de 18de eeuw zetelden ze vaak meerdere jaren of werd slechts een deel van de schepenbank vernieuwd.
De laatsten waren jonkheer Charles de Lattre, heer van Capelbrugge, burgemeester-landhouder van de commune, en heer François Vermeesch, heer van 's-Jacobsvisbrugge, burgemeester-landhouder van de wet, beiden aangesteld in 1792.

## Franse en Hollandse Tijd
- 1796 - 1799: François Vermeesch, voorzitter van de municipale administratie
- 1799 - 1800: Philippe Deschoolmeester, voorzitter van de municipale administratie
- 1800 - 1802: Roland Bernier, maire
- 1802 - 1803: Pierre-Philippe Becqué
- 1803 - 1808: Jacques Prignot
- 1808 - 1808: Charles-Antoine de Latre
- 1808 - 1810: Jacques-Ferdinand Despot
- 1810 - 1813: Antoine Dewitte
- 1813 - 1814: Louis-Auguste Ollevier
- 1814 - 1815: Jean Bernier
- 1815 - 1818: Henry Bernier d'Hongerswal
- 1818 - 1827: Alexandre de Moucheron
- 1827 - 1827: Josephe Vanvossem
- 1827 - 1830: Louis Cuvelier

## Belgisch Koninkrijk
- 1830 - 1835: Charles Dubois
- 1835 - 1848: Louis-Auguste Ollevier (Liberale Partij)
- 1848 - 1856: Désiré Bril (Liberale Partij)
- 1857 - 1860: Norbertus Vanderheyde (Katholieke Partij)
- 1861 - 1878: August Behaeghel (Liberale Partij)
- 1878 - 1879: Hector De Prey (Liberale Partij)
- 1881 - 1884: Louis Ollevier (Liberale Partij)
- 1885 - 1912: Daniel De Haene (Katholieke Partij)
- 1912 - 1915: Raphael de Spot (Katholieke Partij)
  - 1915-1918: Oscar Verraes, dienstdoende
- 1918 - 1920: Auguste Pil (Katholieke Partij)
- 1921 - 1935: Oscar Verraes (Katholieke Partij)
- 1935 - 1943: Georges Van Hee (Katholieke Partij)
  - 1943 - 1944: Alfons Trypsteen (oorlogsburgemeester VNV)
- 1944 - 1946: Hector Blanckaert (CVP)
- 1947 - 1952: Auguste Floor (CVP)
- 1953 - 1986: Joseph Van Hee (CVP)
- 1986 - 1998: Cyriel Marchand (CVP)
- 1998 - 2012: Jan Verfaillie (CD&V)
- 2013 - heden: Peter Roose (sp.a)